# Håvard Veslehaug
Håvard Veslehaug (1970) è un ex sciatore alpino norvegese.

## Biografia
Veslehaug in Coppa del Mondo disputò una sola gara, la discesa libera dei Wengen del 22 gennaio 1994 (56º); in Coppa Europa prese per l'ultima volta il via il 7 marzo 1995 a Saalbach-Hinterglemm nella medesima specialità (23º). Si ritirò al termine della stagione 1995-1996 e la sua ultima gara fu lo slalom speciale dei Campionati norvegesi 1996, disputato il 19 marzo a Narvik e chiuso da Veslehaug al 21º posto; non prese parte a rassegne olimpiche o iridate.

## Palmarès

### Campionati norvegesi
- 1 medaglia (dati dalla stagione 1994-1995):
  - 1 bronzo (combinata[senza fonte] nel 1996)